# Schleuse Frensdorfer Haar

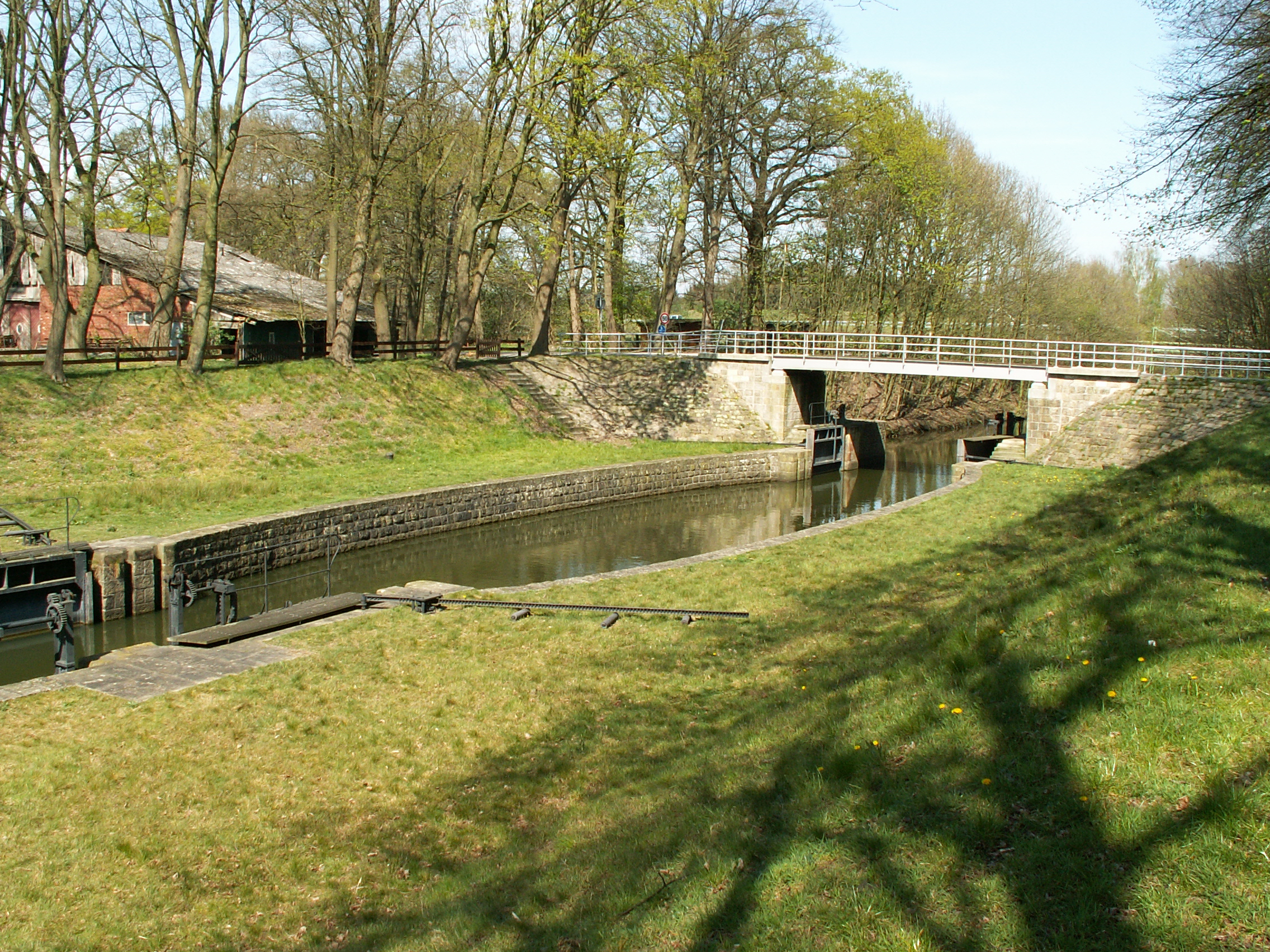
Grenzschleuse Frensdorfer Haar

Die Schleuse Frensdorfer Haar, auch „Grenzschleuse“ genannt, wurde im Jahr 1905 in Dienst gestellt. Sie befindet sich am Nordhorn-Almelo-Kanal und ist somit ein Teil des linksemsischen Kanalnetzes. Sie ist die einzige Schleuse auf deutscher Seite. Da auf der Nordhorner Seite der Wasserstand des Kanals dem der Vechte entspricht und deshalb variiert, ist die Schleuse auf beiden Seiten mit einem doppelten Paar Stemmtore versehen. Somit kann der Wasserstand auf der Ostseite höher oder niedriger gehalten werden. Außerdem wird ein Hin- und Herströmen des Wassers im Kanal verhindert. Weil nach der Stilllegung des Kanals im Jahr 1965 auf der niederländischen Seite Teile des Kanals verfüllt wurden, hat die Schleuse nun keine Funktion mehr und das Wasser steht auf beiden Seiten gleich hoch. Die Schleuse ist 62 Meter lang und die maximale Durchfahrtsbreite beträgt 6,50 Meter. Durch die ovale Form konnten zwei Kähne gleichzeitig geschleust werden.
Über der Schleuseneinfahrt im Nordosten befand sich im ursprünglichen Zustand eine Holzbohlenbrücke. Diese wurde nach dem Zweiten Weltkrieg durch eine Stahlbetonplatte ersetzt. Wegen starker Schäden wurde das maximale Überfahrtsgewicht zuletzt auf drei Tonnen herabgesetzt. 
In den Jahren 2003 und 2004 fand eine Renovierung der gesamten Schleusenanlage statt, gefördert durch Mittel der Europäischen Union über das Programm zur Entwicklung typischer Landschaften und der ländlichen Räume (ETLR). Heute wird die Schleuse vom Niedersächsischen Landesbetrieb für Wasserwirtschaft, Küsten- und Naturschutz (NLWKN) unterhalten und ist ein geschütztes Baudenkmal.